# Китеронски лъв
Лъвът на Китерон в древногръцката митология е чудовище, което обитавало едноименната планина в Древна Гърция. Опустошавал околността и всявал ужас сред хората. Според Аполодор тормозел владенията на цар Теспий. Осемнадесетгодишен, великият герой Херакъл ловувал в Китерон и пронизал с копието си страховитото местно чудовище – Китеронския лъв, като от кожата на звяра си направил наметало.
Този ранен подвиг на Херакъл е често изобразяван сюжет в античното изкуство.